# Gotthold Schliebner
August Karl Friedrich Gotthold Schliebner (Lindenberg el 1820 - ...?) fou un compositor alemany.
Estudià a Berlín i el 1849 s'establí a Stralsund com a professor de música, per tornar a Berlín el 1856.
Donà al teatre les òperes:
- Student und Bauer, (1855)
- Rizzio, (1879)
- Der Lost Träger, (1879)
- Der Liebesring, (1879)

A més va compondre força música instrumental i lieder amb acompanyament de piano.